# Archidiecezja luksemburska
Archidiecezja luksemburska (łac.: Archidioecesis Luxemburgensi) – rzymskokatolicka archidiecezja rezydencjalna, obejmująca swoim zasięgiem cały kraj. Siedziba arcybiskupa znajduje się w katedrze Notre Dame w Luksemburgu.

## Historia
Wielkie Księstwo Luksemburskie do XIX wieku było częścią Rzeszy Niemieckiej i nie posiadało odrębnego biskupstwa. W 1839 Luksemburg został uznany na arenie międzynarodowej jako samodzielne państwo, w związku z tym 2 czerwca 1840 został utworzony wikariat apostolski Luksemburga. 27 września 1870 przekształcono go w diecezję podległą bezpośrednio do Stolicy Apostolskiej, a w 1988 w archidiecezję.
Luksemburg jest siedzibą Konferencji Biskupów Europy.

## Biskupi

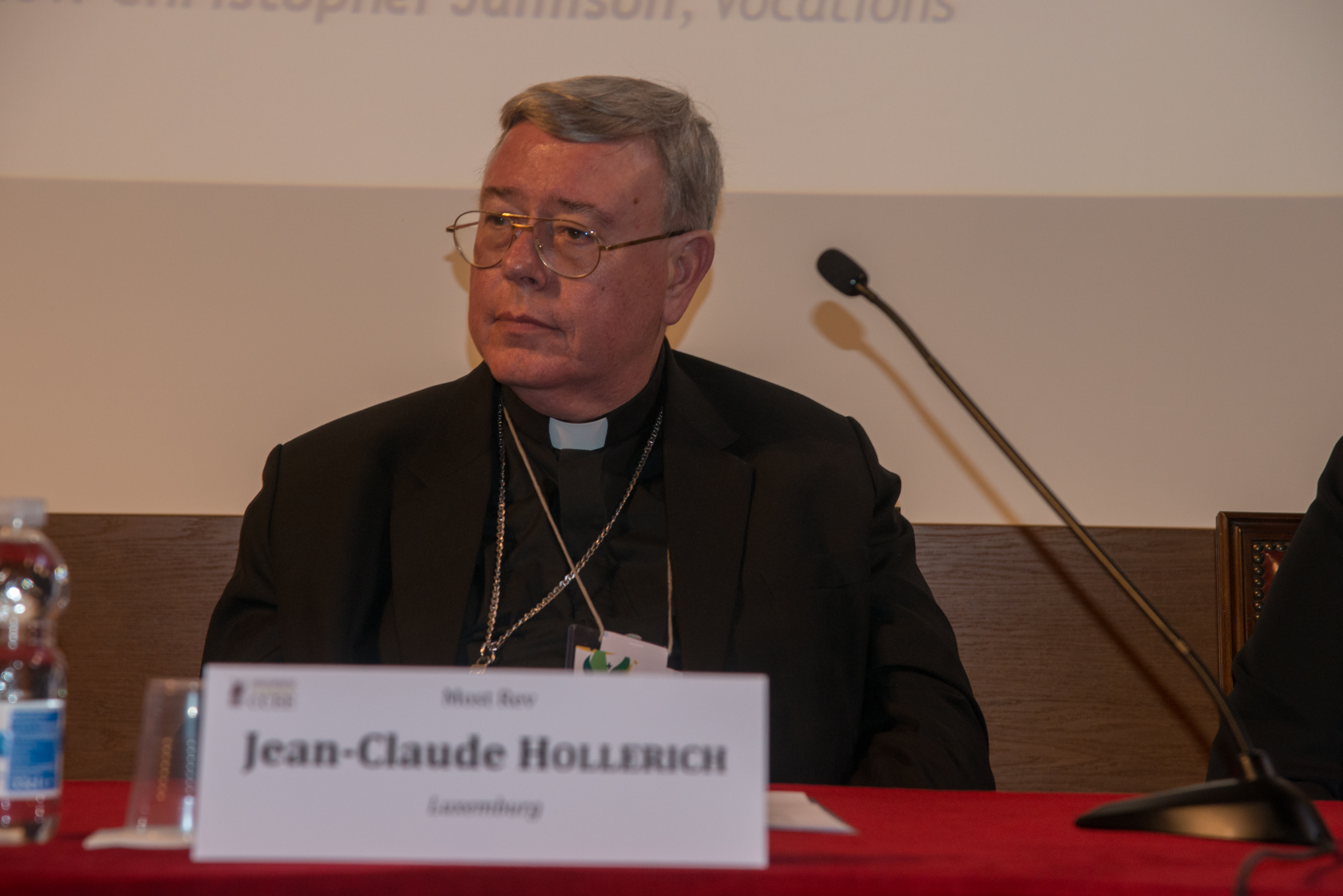
Kard. Jean-Claude Hollerich – arcybiskup luksemburski

### Biskup diecezjalny
- kard. Jean-Claude Hollerich – arcybiskup luksemburski od 2011, przewodniczący Komisji Episkopatów Wspólnoty Europejskiej od 2018

### Biskup pomocniczy
- bp Léon Wagener – od 2019

### Biskup senior
- abp Fernand Franck – arcybiskup luksemburski w latach 1990–2011, senior od 2011